# Nicolás Carvajal
Nicolás Alejandro Carvajal Lorca (Ovalle, Chile; 17 de junio de 1997) es un futbolista chileno que juega de Mediocampista. Actualmente milita en Deportes Recoleta de la Primera B de Chile.

## Clubes
| Club                       | País  | Año       |
| -------------------------- | ----- | --------- |
| Deportes Ovalle            | Chile | 2015-2016 |
| Coquimbo Unido             | Chile | 2017-2019 |
| Colchagua                  | Chile | 2019-2020 |
| Independiente de Cauquenes | Chile | 2021      |
| Deportes Recoleta          | Chile | 2022-Act. |

## Palmarés

### Campeonatos nacionales
| Título    | Equipo         | País  | Año  |
| --------- | -------------- | ----- | ---- |
| Primera B | Coquimbo Unido | Chile | 2018 |